# Villablanca (kommunhuvudort)
Villablanca är en kommunhuvudort i Spanien.   Den ligger i provinsen Provincia de Huelva och regionen Andalusien, i den sydvästra delen av landet, 500 km sydväst om huvudstaden Madrid. Villablanca ligger 87 meter över havet och antalet invånare är 2 286.
Terrängen runt Villablanca är platt, och sluttar söderut. Runt Villablanca är det ganska tätbefolkat, med 199 invånare per kvadratkilometer. Närmaste större samhälle är Ayamonte, 11,4 km sydväst om Villablanca. Trakten runt Villablanca består till största delen av jordbruksmark.